# 3. deild
3. deild er den fjerde højeste samt den laveste division i fodbold på Færøerne. Der er ingen nedrykning fra denne division.